# صدقا
قرية صدقا هي إحدى القرى التابعة لمركز تمي الأمديد في محافظة الدقهلية في جمهورية مصر العربية. حسب إحصاءات سنة 2006، بلغ إجمالي السكان في صدقا 6927 نسمة، منهم 3462 رجل و3465 امرأة.